# Hadrodactylus bidentulus
Hadrodactylus bidentulus là một loài tò vò trong họ Ichneumonidae.